# Призрак (фильм, 1922)
«Призрак» (нем. Phantom) — немецкий экспрессионистский фильм 1922 года режиссера Ф. В. Мурнау. Экранизация одноимённого романа Герхарта Гауптмана.

## Сюжет
Лоренц Любота, скромный городской писарь, мечтает стать великим поэтом. Местный переплетчик, прочитав его работы, убеждает его, что его ждет большое будущее и скоро он станет великим писателем. Однажды его сбивает белая лошадь дочери богатого торговца железом Вероники Харлан. Это происшествие целиком меняет его жизнь. Он влюбляется в неё и идет просить её руки у её родителей, заявляя, что вот скоро он станет великим писателем. В винном баре он встречает Мелитту, которая очень похожа на Веронику, тратит на нее много денег, а затем пускается во все тяжкие, а деньги на кутеж берет взаймы у тетушки, которая очень хорошо к нему относится, пока, наконец, в одиночестве тюремной камеры за невыплату долга не освобождается от навязчивого призрака. Выйдя из тюрьмы, он женится на Марии, дочери переплетчика, которая все это время ждала его.